# Jüdischer Friedhof (Třeboň)

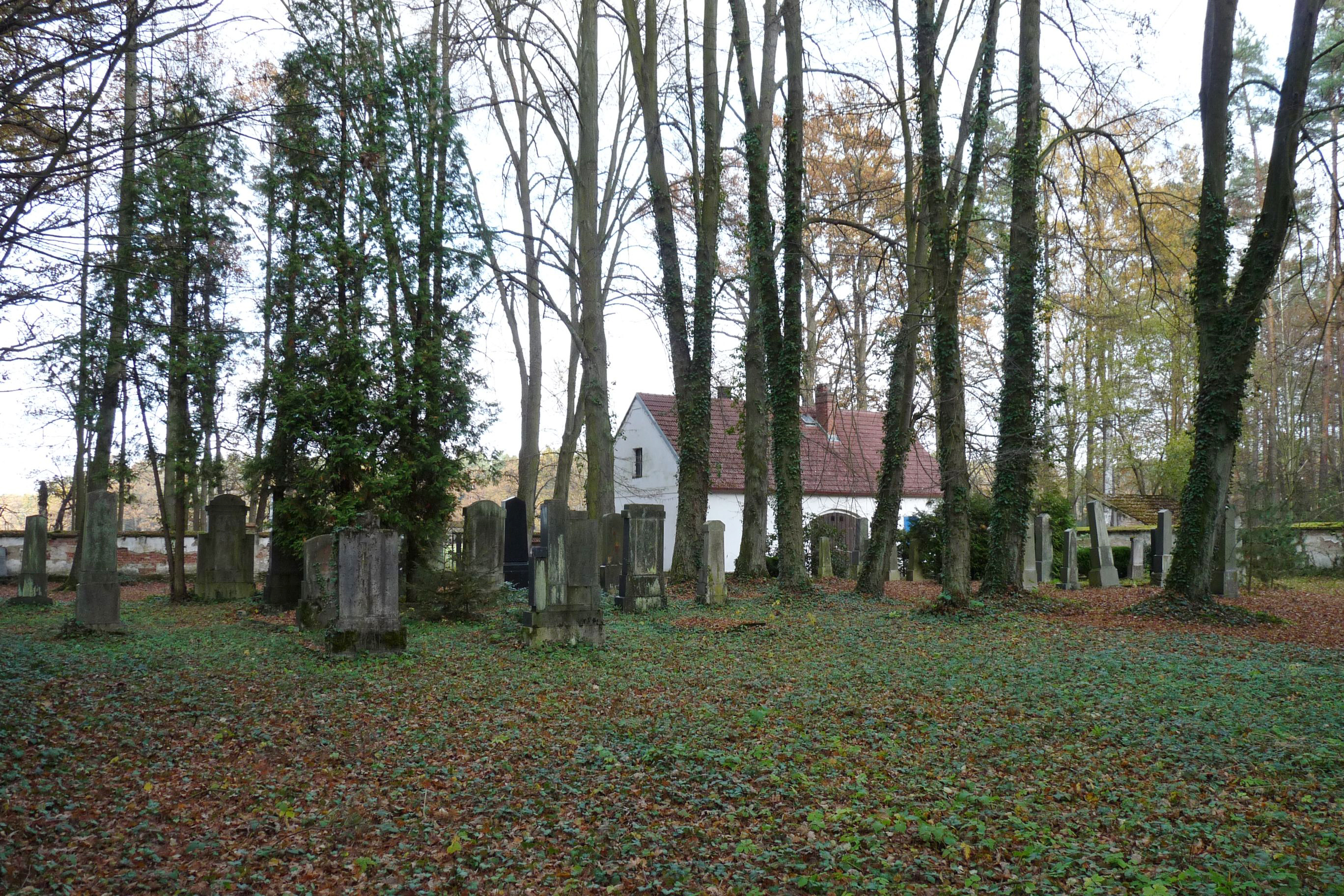
Ansicht des Friedhofs

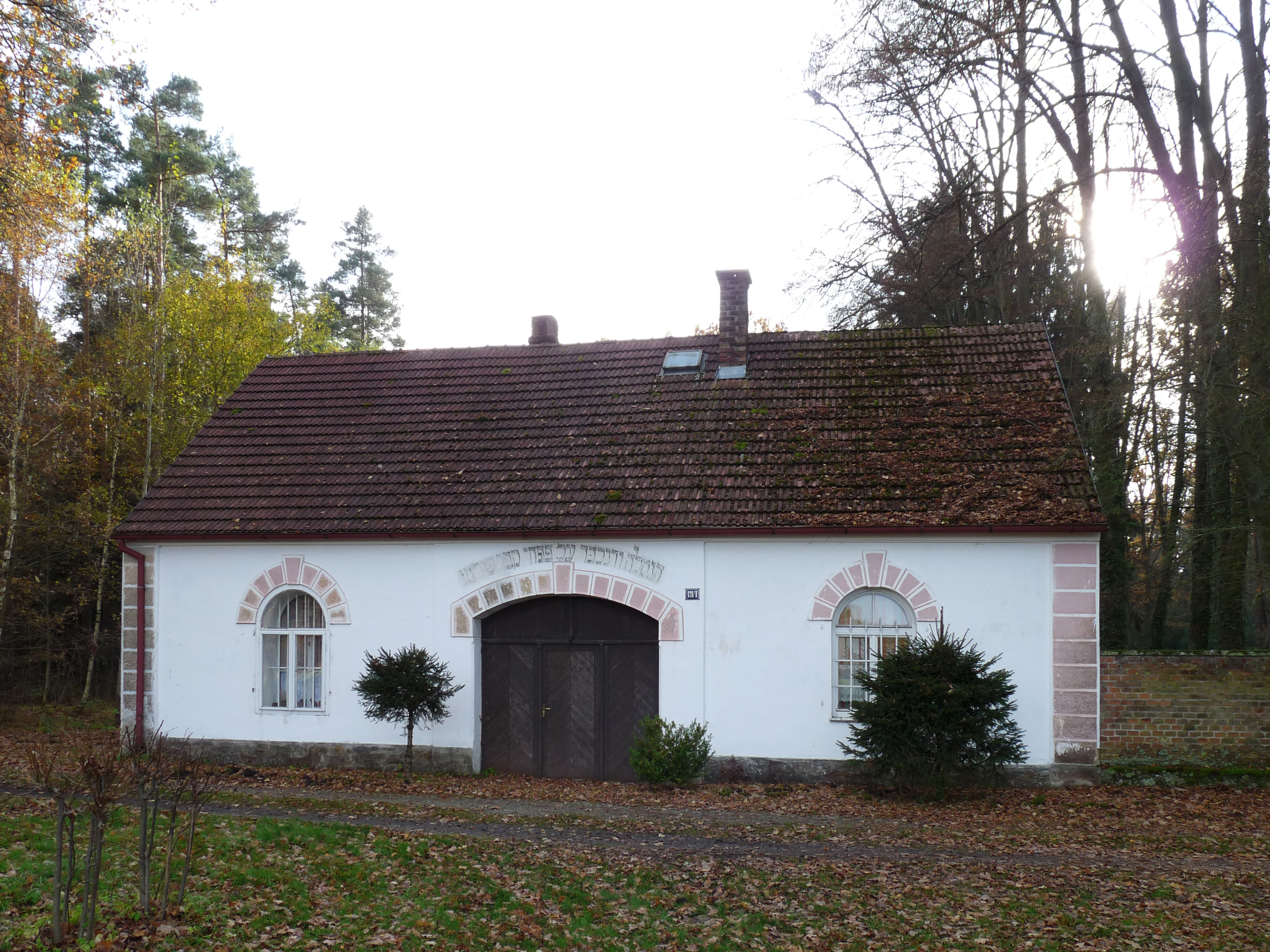
Taharahaus

Der Jüdische Friedhof in Třeboň (deutsch Wittingau), einer tschechischen Stadt im Okres Jindřichův Hradec der Südböhmischen Region, wurde im 19. Jahrhundert angelegt.
Das Taharahaus ist erhalten.